# Wadhwan
Wadhwan ist ein Ort mit etwa 75.000 Einwohnern (Zensus 2011) im indischen Bundesstaat Gujarat. Er liegt im Distrikt Surendranagar.
Wadhwan war Hauptstadt des früheren Fürstenstaates Wadhwan.